# Sarma
Sarma (ros. cарма) – wiatr górski typu bora, najmocniejszy z występujących na Jeziorze Bajkalskim. Wieje wzdłuż doliny rzeki Sarma. Prędkość wiatru może przekroczyć 40 metrów na sekundę. Siła wiatru osiąga maksimum po około godzinie. Przychodzi w lecie i kończy się nieoczekiwanie. Jesienią czasami wieje przez cały dzień. Przyczyną wiatru jest zwężające się ujście rzeki Sarma i otaczającej jej doliny.